# José Ibáñez Martín

Firma di José Ibáñez Martín

José Ibáñez Martín (Valbona, 18 dicembre 1896 – Madrid, 21 dicembre 1969) è stato un politico spagnolo, ministro dell'educazione dal 1939 al 1951 e primo presidente del Consiglio superiore delle ricerche scientifiche. Fu conte consorte di Marín.

## Biografia

### Carriera

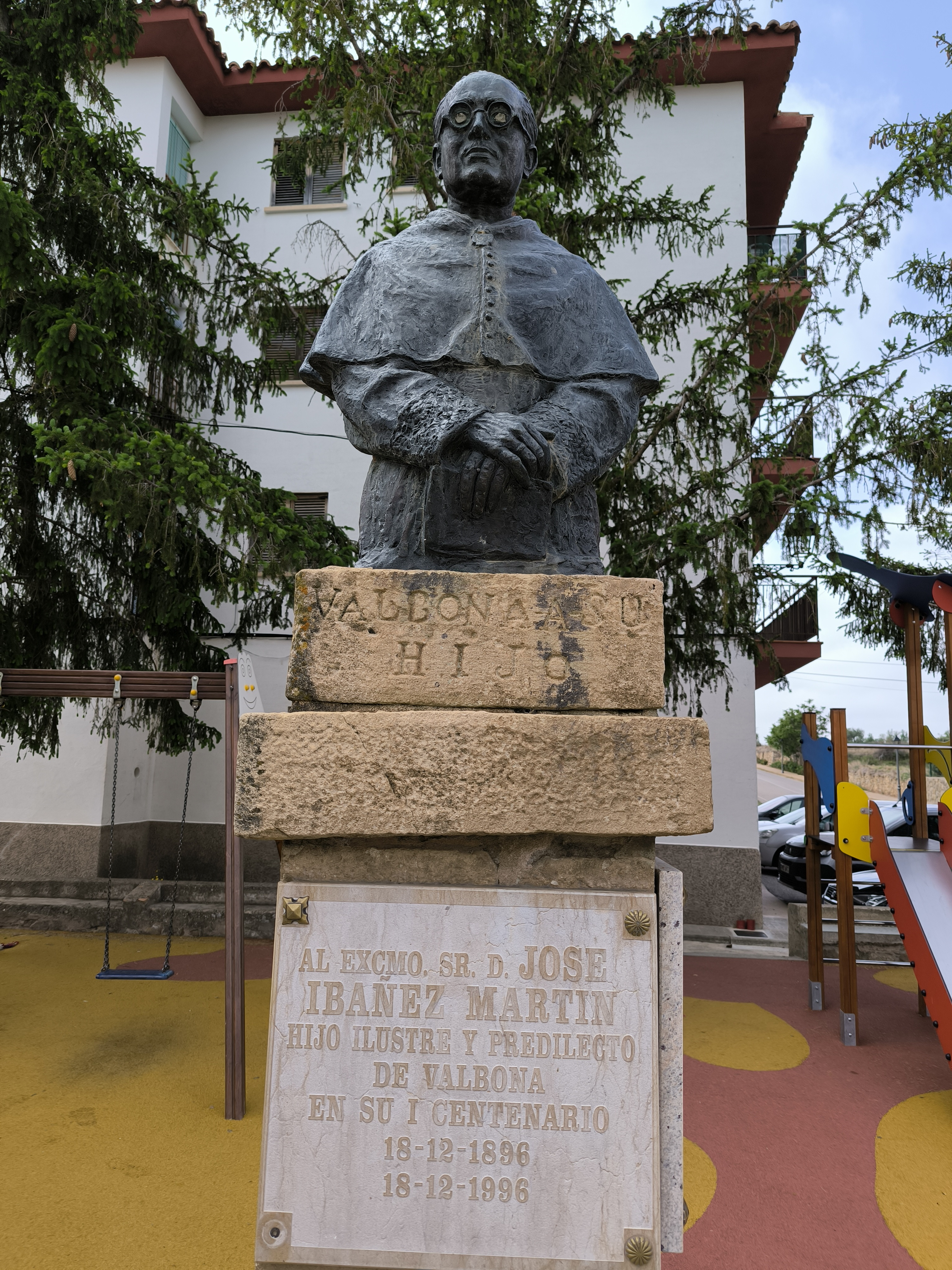
Monumento in Valbona

Laureato con premio straordinario in giurisprudenza e lettere e filosofia all'Università di Valencia, fu insegnante di geografia e storia all'Instituto de San Isidro, una scuola secondaria di Madrid. Era membro dell'Asociación Católica Nacional de Propagandistas. Collaborò con Miguel Primo de Rivera e fu legato all'Acción Española. Fu collaboratore della rivista omonima del movimento, diretta dal marchese di Quintanar.
Durante la dittatura di Primo de Rivera, Ibáñez, che era segretario del comitato provinciale dell'Unione Patriottica in Murcia e segretario dell'Asociación Católica Nacional de Propagandistas, ebbe gli incarichi di consigliere regionale della Murcia, deputato provinciale, vicepresidente della Deputazione provinciale di Murcia, e, finalmente, presidente della stessa Deputazione provinciale dal 23 settembre 1926 al 5 marzo 1929. Fu inoltre membro dell'Assemblea Nazionale, in rappresentanza della deputazione.
Quando scoppiò la Guerra civile spagnola era stato deputato delle Cortes de la Seconda Repubblica per Confederazione Spagnola delle Destre Autonome (CEDA). Legato alla sollevazione dell'esercito franchista fin dal principio, si occupò di rappresentare gli interessi della dittatura in America Latina.
Dopo la destituzione di Pedro Sainz Rodríguez, resse il ministero dell'educazione nazionale dal 1939 al 1951. In questo periodo, applicò la politica di sottomettere l'istruzione spagnola all'ideologia del regime e alla dottrina della Chiesa cattolica, e continuò l'epurazione della classe docente.
Nel 1939 fu nominato primo presidente del Consiglio superiore delle ricerche scientifiche, organismo che sostituì la vecchia Junta para Ampliación de Estudios e Investigaciones Científicas del periodo monarchico e repubblicano, inglobando altri centri di ricerca prima dispersi.
Lo spirito che lo animava è espresso in queste parole del suo discorso inaugurale:
Al termine del suo mandato, nel 1967, fu nominato presidente onorario vitalizio.

### Altri incarichi

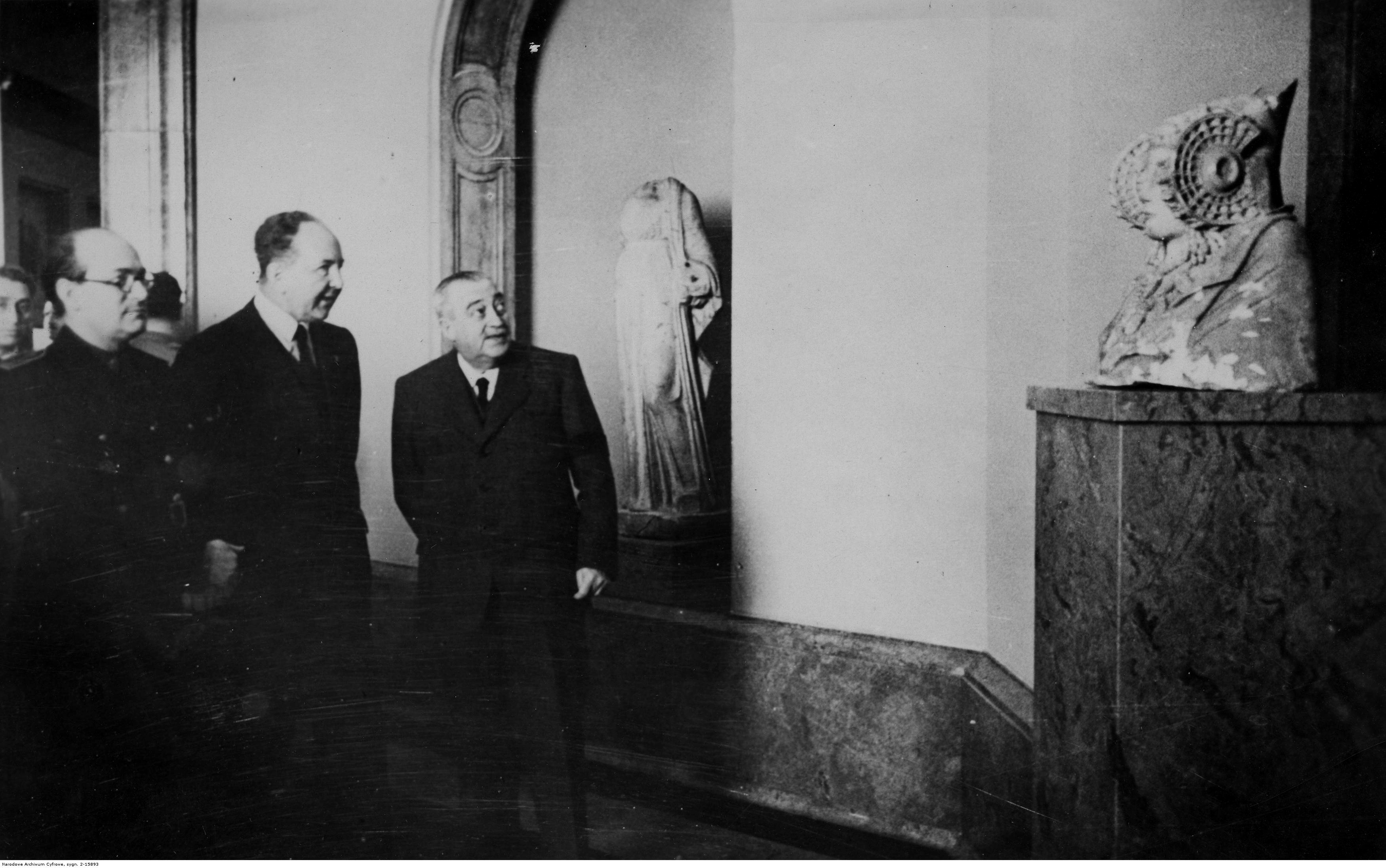
Ibáñez, insieme con l'ambasciatore tedesco Hans-Heinrich Dieckhoff, visita il Museo del Prado nel 1944.

Ibáñez fu anche procuratore in parlamento (Procurador en Cortes), presidente della Commissione giustizia e presidente del Consiglio di Stato. A partir dal 1958 fu ambasciatore di Spagna in Portogallo, fino alla sua giubilazione nel 1969. Era membro numerario della Real Academia de Jurisprudencia y Legislación, della Real Academia de Bellas Artes de San Fernando e della Real Academia de Ciencias Morales y Políticas.
Ricevette la laurea honoris causa dall'Università cattolica di Santiago del Cile (1938), dall'Università di Siviglia (1956), dall'Università di Oviedo (1960) e dalla Pontificia Università di Salamanca (1966). Nel 1951 fu nominato cavaliere di Collare dell'Ordine civile di Alfonso X il Saggio ed ebbe anche i cavalierati di Gran Croce degli ordini di Carlo III, di Isabella la Cattolica e di San Raimondo di Peñafort.

### Famiglia
Contrasse matrimonio con María de los Ángeles Mellado y Pérez de Meca, I contessa di Marín, da cui ebbe i figli: María del Pilar, Víctor, María de la Concepción, José Antonio ed Emilia.